# 五十沢村 (福島県)
五十沢村（いさざわむら）は福島県伊達郡にあった村。現在の伊達市梁川町五十沢にあたる。

## 地理
- 河川：阿武隈川

## 歴史
- 1889年（明治22年）4月1日 - 町村制の施行により五十沢村が単独で自治体を形成。
- 1955年（昭和30年）3月1日 - 梁川町・富野村・山舟生村・白根村・堰本村・粟野村と合併して梁川町が発足。同日五十沢村廃止。
- 2006年（平成18年）1月1日 - 梁川町が伊達町・保原町・霊山町・月舘町と合併して伊達市が発足。